# Хевир
Хевир (перс. هویر‎) — село на севере Ирана, в остане Тегеран. Входит в состав шахрестана Демавенд. Является частью дехестана (сельского округа) Эбершиве бахша Меркези.

## География
Село находится в восточной части остана, в долине реки Деличай, к северу от автодороги 79, на расстоянии приблизительно 22 километров (по прямой) к востоку от города Демавенд, административного центра шахрестана. Абсолютная высота — 2484 метра над уровнем моря.

## Население
По данным переписи 2006 года население села составляло 190 человек (94 мужчины и 96 женщин). В Хевире насчитывалось 61 домохозяйство. Уровень грамотности населения составлял 64,2 %. Уровень грамотности среди мужчин составлял 72,3 %, среди женщин — 56,3 %.
В 2016 году в селе имелось 108 домохозяйств и проживало 303 человека (156 мужчин и 147 женщин).
Среди жителей распространён диалект демавенди мазандеранского языка.